# Dublin (Virginia)
Dublin es una localidad del Condado de Pulaski, Virginia, Estados Unidos. Según el censo de 2000 tenía una población de 2.288 habitantes y una densidad de población de 622.1 hab/km².

## Demografía
En el 2000 la renta per cápita promedia del hogar era de $27.831 y el ingreso medio para una familia era de $37.100. En 2000 los hombres tenían un ingreso per cápita de $30.417 contra $23.936 para las mujeres. El ingreso per cápita para la localidad era de $18.224. Alrededor del 16.5% de las familias y del 18.5 de la población estaba bajo el umbral de pobreza nacional.

## Geografía
Dublin se encuentra ubicada en las coordenadas 37°6′11″N 80°41′5″O / 37.10306, -80.68472. Según la oficina del censo, la ciudad tiene un área total de 3.7 km² (1.4 sq mi), de la cual toda es tierra.